# Saint-Pierre-Colamine
Saint-Pierre-Colamine är en kommun i departementet Puy-de-Dôme i regionen Auvergne-Rhône-Alpes i centrala Frankrike. Kommunen ligger i kantonen Besse-et-Saint-Anastaise som tillhör arrondissementet Issoire. År 2022 hade Saint-Pierre-Colamine 248 invånare.

## Befolkningsutveckling
Antalet invånare i kommunen Saint-Pierre-Colamine
| Referens: INSEE |